# Mauricio García Isidro
Mauricio García Isidro (Salamanca, 1891 - Madrid, 1984) fue un abogado y escritor español.

## Biografía
Mauricio García Isidro nació en Salamanca en el año 1891, siendo hijo de Luis García Romo, quien fue concejal en la capital salmantina, además de miembro del Consejo de Administración del Banco del Oeste y presidente de la Diputación de Salamanca.
Mauricio García Isidro cursó estudios de Derecho, licenciándose en ellos, y ejerciendo posteriormente como abogado, trasladándose tras acabar la carrera a Madrid para trabajar, habiendo realizado en 1928 el prólogo del libro El Pósito de los Cuatro Sexmos de la Tierra de Salamanca, de Tomás Marcos Escribano.
Desempeñó en la capital el puesto de funcionario de la Dirección General de Acción Social y Emigración, que ya ejercía en 1929, cuando el Ministerio de Trabajo y Previsión publicó su obra Historia de los pósitos españoles, apareciendo García Isidro entonces ya como abogado del Ilustre Colegio de Abogados de Madrid, siendo relevado de su puesto de trabajo como funcionario en septiembre de 1936, aunque habiendo recuperado posteriormente su puesto de funcionario en el Cuerpo de Pósitos.
En junio de 1932, participó en la fundación en Madrid del Instituto Económico Castellano, entidad presidida por el presidente de la Diputación de Madrid, Rafael Salazar, que fue creada por un grupo de economistas y agentes económicos, cuyo acto de constitución tuvo lugar en el Círculo de Contribuyentes de Alcalá de Henares, y que propugnó el Ferrocarril directo Madrid-Burgos.
Más tarde, en 1935, participó con varios artículos en la revista El progreso agrícola y pecuario, habiendo impartido algunas conferencias en esta época, como la que realizó el 5 de mayo de 1934 en la Casa Charra de Madrid.
Por otro lado, en mayo de 1936, Mauricio García Isidro, entonces vicepresidente primero de la Casa Charra en Madrid, propuso en la prensa zamorana y salmantina la creación de una autonomía integrada por las provincias de Salamanca, Zamora y León, mediante el artículo "Hacia el Estatuto leonés", en el que señalaba que "Estas provincias que formaron el antiguo y glorioso reino de León, están en condiciones magníficas para solicitar el Estatuto y defender sus productos de la codicia industrial de regiones que las consideran como colonias a explotar”. Asimismo, unos días más tarde, en otro artículo titulado "Más sobre el Estatuto leonés", pedía que con dicho Estatuto “dentro de la Constitución y con respeto absoluto para las leyes, se nos deje organizar nuestra región, ampliar la industria, fortalecer el comercio y luchar contra la harina de “manioc”, que derrumba el precio del trigo.” Para García Isidro, el propósito de este artículo no era "encerrar en el hermetismo de las tres provincias, León, Zamora y Salamanca (...) Puede extenderse la base del Estatuto a un territorio integrado por más, incluyendo a Santander, salida al mar de Castilla, donde se puede crear el puerto franco, que evite la tenebrosa actuación del homónimo barcelonés y nos dé la zona textil de Cabezón de la Sal, condenada a muerte en plena juventud".
Posteriormente, García Isidro ingresó por orden ministerial en la Orden Civil del Mérito Agrícola en diciembre de 1954, con categoría de "Comendador de número", participando con diversos artículos en varios números de la revista agropecuaria Agricultura, caso de los ejemplares correspondientes a los años de 1949, 1956, 1960, 1966, o 1967 (entre otros) y recibiendo en mayo de 1956 uno de los premios de prensa agrícola otorgados por el Ministerio de Agricultura.

## Obras
- Historia de los pósitos españoles (1929).